# Dematioscypha
Dematioscypha — рід грибів родини Hyaloscyphaceae. Назва вперше опублікована 1977 року.

## Класифікація
До роду Dematioscypha відносять 6 видів:
- Dematioscypha catenata
- Dematioscypha delicata
- Dematioscypha dematiicola
- Dematioscypha galanii
- Dematioscypha olivacea
- Dematioscypha richonis